# El suicidio (Manet)
El suicidio es una pequeña pintura al óleo hecha por Édouard Manet, terminada entre 1877 y 1881. La pintura ha sido poco estudiada dentro de la obra de Manet, como si los historiadores del arte hubiesen tenido dificultad encontrando un sitio dentro del desarrollo del arte de Manet para este trabajo inusual.
El contenido pictórico de la pintura se limita a un hombre bien vestido que parece haberse disparado en el pecho, aún sosteniendo en la mano derecha el arma homicida, mientras está tumbado en una cama desecha, acompañada de unos cuantos muebles. Manet toca el tema tabú eliminando los adornos de representaciones anteriores del suicidio, y no proporciona apenas contenido narrativo o "tendencia moralizante". Ilg asocia la pintura con el realismo de Gustave Courbet, y nota que Courbet también utilizó una representación de muerte en su Entierro en Ornans (1849–50), un trabajo que Courbet más tarde indicó que marca el principio de su nuevo enfoque artístico.
El realismo de El suicidio ha alimentado la especulación de que describe un suicidio real, pero no se conoce si es verdad. La especulación se refiere a un ayudante de Manet, que se había suicidado en el estudio del pintor más de diez años antes. Otro suicidio que se propuso estar conectado con la pintura era el de un artista sobre el que Émile Zola había escrito en 1866. Críticos recientes han echado abajo estas asociaciones.
El enfoque de Manet a esta pintura puede representar su continuo deseo de romper con la tradición académica, en la que una representación de suicidio podría sólo caber dentro del género de pintura de historia, donde la muerte y el suicidio serían colocados dentro de una narrativa asociada con sacrificio, idealismo, o heroicidad. Ejemplos en la esfera francesa incluyen La muerte de Sócrates (1787) por Jacques-Louis David, la cual describe la elección de Sócrates por envenenarse con cicuta en lugar de exiliarse. No hay una connotación tan grande en la pintura de Manet. El artista no ha presentado un tiempo, un sitio o un protagonista claros. La pintura está construida con sencillez más que cuidadosamente estilizada. Esta desviación de la tradición habría sido polémica con espectadores contemporáneos.